# Sve alfa proteini
Sve-α proteini su klasa strukturnih domena kod kojih se sekundarna struktura sastoji isključivo od α-heliksa, sa mogućim izuzetkom od nekoliko izolovanih β-ravni na periferiji.
Uobičajeni primeri su bromodomen, globinski motiv i homeodomenski motiv.

## Literatura
- Aszódi, András (2005). Protein geometry, classification, topology and symmetry: a computational analysis of structure. Bristol, UK: Institute of Physics Publishing. ISBN 978-0-7503-0985-1.

## Spoljašnje veze
- Sve alfa proteini u SCOP-u